# Hotel klasy lux
Hotel klasy lux – polski film obyczajowy z 1979 roku. Adaptacja powieści Michała Jagiełły o tym samym tytule.

## Treść
Akcja toczy się na zebraniu partyjnym, gdzie działacze monopartii komunistycznej PZPR dyskutują na temat budowy luksusowego hotelu. Potem akcja się przenosi kilka lat później: w dniu uroczystego otwarcia hotelu, dochodzi do spotkania dawnych uczestników zebrania. Budzą się wspomnienia. W czasie retrospekcji film ukazuje historię każdego z bohaterów, analizuje drogę ich karier i przedstawia nie do końca czyste sumienia.

## Obsada aktorska
- Ignacy Gogolewski – Satała, były sekretarz miejski PZPR
- Maciej Góraj – Tadeusz Sobol, sekretarz miejski PZPR
- Krzysztof Kolberger – dziennikarz Michał Wojtan
- Piotr Garlicki – Piotr Komorowski, dyrektor hotelu
- Zygmunt Hübner – „Stary”, sekretarz PZPR
- Wacław Ulewicz – Klonowicz, zasłużony działacz partyjny
- Emilia Krakowska – Irena, kochanka Wojtana
- Henryk Bista – Henryk Jakubik, dyrektor budowy hotelu
- Piotr Fronczewski – przesłuchujący Komorowskiego
- Andrzej Gazdeczka – góral Jarząbek
- Tadeusz Bradecki – syn Klonowicza
- Liliana Głąbczyńska – Elżbieta, inżynier na budowie hotelu, kochanka Sobola
- Janusz Kłosiński – ojciec Sobola
- Grażyna Szapołowska – znajoma Wojtana
- Zdzisław Wardejn – „artysta” Żuber
- Janina Traczykówna – żona Klonowicza
- Sławomira Łozińska – Krystyna, żona Sobola
- Józef Dietl – pijak
- Dymitr Hołówko – robotnik Tomasik
- Joanna Jaszczura – żona robotnika
- Edward Kusztal – robotnik Józek
- Grażyna Laszczyk-Frycz – siostrzenica Satały
- Tadeusz Madeja – majster
- Tadeusz Paradowicz – kolega Wojtana
- Stanisław Paska – robotnik
- Ewa Pokas – żona robotnika
- Irena Szewczyk – żona robotnika